# Bahía Dalinguer
Die Bahía Dalinguer (spanisch) ist eine Bucht an der Westküste der Joinville-Insel vor der Nordspitze der Antarktischen Halbinsel. Sie liegt unmittelbar südlich des Buen-Suceso-Nunataks und südöstlich des Kap Kinnes.
Argentinische Wissenschaftler benannten sie. Der weitere Benennungshintergrund ist nicht überliefert.